# Amorphis/Diskografie
Diese Diskografie ist eine Übersicht über die musikalischen Werke der finnischen Metalband Amorphis. Den Quellenangaben und Schallplattenauszeichnungen zufolge hat sie bisher mehr als 460 Tausend Tonträger verkauft. Ihre erfolgreichste Veröffentlichung ist das zweite Studioalbum Tales from the Thousand Lakes mit über 250.000 verkauften Einheiten.

## Alben

### Studioalben
| Jahr | Titel Musiklabel                                    | Höchstplatzierung, Gesamtwochen, AuszeichnungChartplatzierungen (Jahr, Titel, Musiklabel, Platzierungen, Wochen, Auszeichnungen, Anmerkungen) | Höchstplatzierung, Gesamtwochen, AuszeichnungChartplatzierungen (Jahr, Titel, Musiklabel, Platzierungen, Wochen, Auszeichnungen, Anmerkungen) | Höchstplatzierung, Gesamtwochen, AuszeichnungChartplatzierungen (Jahr, Titel, Musiklabel, Platzierungen, Wochen, Auszeichnungen, Anmerkungen) | Höchstplatzierung, Gesamtwochen, AuszeichnungChartplatzierungen (Jahr, Titel, Musiklabel, Platzierungen, Wochen, Auszeichnungen, Anmerkungen) | Anmerkungen                                               |
| Jahr | Titel Musiklabel                                    | DE | AT | CH | FI | Anmerkungen                                               |
| ---- | --------------------------------------------------- | --- | --- | --- | --- | --------------------------------------------------------- |
| 1992 | The Karelian Isthmus Relapse Records (RTD)          | — | — | — | — | Erstveröffentlichung: 1. November 1992                    |
| 1994 | Tales from the Thousand Lakes Relapse Records (RTD) | — | — | — | — | Erstveröffentlichung: 12. Juli 1994 Verkäufe: + 250.000   |
| 1996 | Elegy Relapse Records (RTD)                         | DE67 (8 Wo.)DE | — | — | FI8 (14 Wo.)FI | Erstveröffentlichung: 14. Mai 1996 Verkäufe: + 130.000    |
| 1999 | Tuonela Relapse Records (RTD)                       | DE46 (4 Wo.)DE | — | — | FI8 (7 Wo.)FI | Erstveröffentlichung: 29. März 1999 Verkäufe: + 12.765    |
| 2001 | Am Universum Relapse Records (RTD)                  | DE75 (1 Wo.)DE | — | — | FI4 (5 Wo.)FI | Erstveröffentlichung: 23. Februar 2001 Verkäufe: + 7.757  |
| 2003 | Far from the Sun Virgin Records (EMI)               | — | — | — | FI7 (4 Wo.)FI | Erstveröffentlichung: 23. Mai 2003                        |
| 2006 | Eclipse Nuclear Blast (WMG)                         | DE56 (1 Wo.)DE | AT69 (1 Wo.)AT | — | FI1 Gold · (8 Wo.)FI | Erstveröffentlichung: 15. Februar 2006 Verkäufe: + 16.947 |
| 2007 | Silent Waters Nuclear Blast (WMG)                   | DE44 (1 Wo.)DE | AT49 (1 Wo.)AT | CH52 (2 Wo.)CH | FI3 Gold · (13 Wo.)FI | Erstveröffentlichung: 22. August 2007 Verkäufe: + 19.998  |
| 2009 | Skyforger Nuclear Blast (WMG)                       | DE55 (2 Wo.)DE | AT74 (1 Wo.)AT | CH48 (1 Wo.)CH | FI1 Gold · (22 Wo.)FI | Erstveröffentlichung: 27. Mai 2009 Verkäufe: + 19.920     |
| 2011 | The Beginning of Times Nuclear Blast (WMG)          | DE16 (2 Wo.)DE | AT41 (1 Wo.)AT | CH32 (1 Wo.)CH | FI1 (17 Wo.)FI | Erstveröffentlichung: 25. Mai 2011 Verkäufe: + 1.830      |
| 2013 | Circle Nuclear Blast (WMG)                          | DE13 (3 Wo.)DE | AT24 (2 Wo.)AT | CH57 (2 Wo.)CH | FI1 (20 Wo.)FI | Erstveröffentlichung: 17. April 2013 Verkäufe: + 2.000    |
| 2015 | Under the Red Cloud Nuclear Blast (WMG)             | DE10 (3 Wo.)DE | AT20 (2 Wo.)AT | CH11 (2 Wo.)CH | FI2 (17 Wo.)FI | Erstveröffentlichung: 4. September 2015                   |
| 2018 | Queen of Time Nuclear Blast (WMG)                   | DE4 (5 Wo.)DE | AT11 (2 Wo.)AT | CH3 (4 Wo.)CH | FI1 (28 Wo.)FI | Erstveröffentlichung: 16. Mai 2018                        |
| 2022 | Halo Atomic Fire (WMG)                              | DE3 (5 Wo.)DE | AT7 (2 Wo.)AT | CH4 (4 Wo.)CH | FI1 (10 Wo.)FI | Erstveröffentlichung: 11. Februar 2022                    |

grau schraffiert: keine Chartdaten aus diesem Jahr verfügbar

### Livealben
| Jahr | Titel Musiklabel                                       | Höchstplatzierung, Gesamtwochen, AuszeichnungChartplatzierungen (Jahr, Titel, Musiklabel, Platzierungen, Wochen, Auszeichnungen, Anmerkungen) | Höchstplatzierung, Gesamtwochen, AuszeichnungChartplatzierungen (Jahr, Titel, Musiklabel, Platzierungen, Wochen, Auszeichnungen, Anmerkungen) | Höchstplatzierung, Gesamtwochen, AuszeichnungChartplatzierungen (Jahr, Titel, Musiklabel, Platzierungen, Wochen, Auszeichnungen, Anmerkungen) | Höchstplatzierung, Gesamtwochen, AuszeichnungChartplatzierungen (Jahr, Titel, Musiklabel, Platzierungen, Wochen, Auszeichnungen, Anmerkungen) | Anmerkungen                                           |
| Jahr | Titel Musiklabel                                       | DE | AT | CH | FI | Anmerkungen                                           |
| ---- | ------------------------------------------------------ | --- | --- | --- | --- | ----------------------------------------------------- |
| 2010 | Forging the Land of Thousand Lakes Nuclear Blast (WMG) | DE46 (1 Wo.)DE | — | — | FI*FI | Erstveröffentlichung: 9. Juli 2010 * siehe Videoalbum |
| 2017 | An Evening with Friends at Huvila Nuclear Blast (WMG)  | — | — | — | — | Erstveröffentlichung: 24. Februar 2017                |
| 2021 | Live at Helsinki Ice Hall Nuclear Blast (RTD)          | DE54 (1 Wo.)DE | — | CH49 (1 Wo.)CH | FI6 (1 Wo.)FI | Erstveröffentlichung: 21. Mai 2021                    |
| 2023 | Queen of Time – Live at Tavastia Atomic Fire (WMG)     | DE60 (1 Wo.)DE | — | — | — | Erstveröffentlichung: 13. Oktober 2023                |

### Kompilationen
| Jahr | Titel Musiklabel                                                | Höchstplatzierung, Gesamtwochen, AuszeichnungChartplatzierungen (Jahr, Titel, Musiklabel, Platzierungen, Wochen, Auszeichnungen, Anmerkungen) | Höchstplatzierung, Gesamtwochen, AuszeichnungChartplatzierungen (Jahr, Titel, Musiklabel, Platzierungen, Wochen, Auszeichnungen, Anmerkungen) | Höchstplatzierung, Gesamtwochen, AuszeichnungChartplatzierungen (Jahr, Titel, Musiklabel, Platzierungen, Wochen, Auszeichnungen, Anmerkungen) | Höchstplatzierung, Gesamtwochen, AuszeichnungChartplatzierungen (Jahr, Titel, Musiklabel, Platzierungen, Wochen, Auszeichnungen, Anmerkungen) | Anmerkungen                              |
| Jahr | Titel Musiklabel                                                | DE | AT | CH | FI | Anmerkungen                              |
| ---- | --------------------------------------------------------------- | --- | --- | --- | --- | ---------------------------------------- |
| 2000 | Story: 10th Anniversary Relapse Records (RTD)                   | — | — | — | FI34 (1 Wo.)FI | Erstveröffentlichung: 10. Mai 2000       |
| 2003 | Chapters Relapse Records (RTD)                                  | — | — | — | — | Erstveröffentlichung: 17. Juni 2003      |
| 2010 | Magic & Mayhem – Tales from the Early Years Nuclear Blast (WMG) | — | — | — | FI8 (3 Wo.)FI | Erstveröffentlichung: 15. September 2010 |
| 2013 | Best of Amorphis Nuclear Blast (RTD)                            | — | — | — | — | Erstveröffentlichung: 13. August 2013    |

### EPs
| Jahr | Titel Musiklabel                        | Anmerkungen                            |
| ---- | --------------------------------------- | -------------------------------------- |
| 1993 | Privilege of Evil Relapse Records (RTD) | Erstveröffentlichung: 5. Dezember 1993 |
| 1994 | Black Winter Day Relapse Records (RTD)  | Erstveröffentlichung: 1. Oktober 1994  |
| 1997 | My Kantele Relapse Records (RTD)        | Erstveröffentlichung: 5. Januar 1997   |

### Demos
| Jahr | Titel Musiklabel             | Anmerkungen                          |
| ---- | ---------------------------- | ------------------------------------ |
| 1991 | Disment of Soul Selbstverlag | Erstveröffentlichung: 4. Januar 1991 |

## Singles
| Jahr | Titel Album                           | Höchstplatzierung, Gesamtwochen, AuszeichnungChartplatzierungen (Jahr, Titel, Album, Platzierungen, Wochen, Auszeichnungen, Anmerkungen) | Höchstplatzierung, Gesamtwochen, AuszeichnungChartplatzierungen (Jahr, Titel, Album, Platzierungen, Wochen, Auszeichnungen, Anmerkungen) | Höchstplatzierung, Gesamtwochen, AuszeichnungChartplatzierungen (Jahr, Titel, Album, Platzierungen, Wochen, Auszeichnungen, Anmerkungen) | Höchstplatzierung, Gesamtwochen, AuszeichnungChartplatzierungen (Jahr, Titel, Album, Platzierungen, Wochen, Auszeichnungen, Anmerkungen) | Anmerkungen                            |
| Jahr | Titel Album                           | DE | AT | CH | FI | Anmerkungen                            |
| ---- | ------------------------------------- | --- | --- | --- | --- | -------------------------------------- |
| 1999 | Divinity Tuonela                      | — | — | — | FI3 (8 Wo.)FI | Erstveröffentlichung: 6. Februar 1999  |
| 2001 | Alone Am Universum                    | — | — | — | FI1 (10 Wo.)FI | Erstveröffentlichung: 1. Februar 2001  |
| 2003 | Day of Your Beliefs Far from the Sun  | — | — | — | FI3 (6 Wo.)FI | Erstveröffentlichung: 2. Mai 2003      |
| 2003 | Evil Inside Far from the Sun          | — | — | — | FI20 (1 Wo.)FI | Erstveröffentlichung: 26. Mai 2003     |
| 2006 | House of Sleep Eclipse                | — | — | — | FI1 (7 Wo.)FI | Erstveröffentlichung: 4. Januar 2006   |
| 2006 | The Smoke Eclipse                     | — | — | — | FI20 (1 Wo.)FI | Erstveröffentlichung: 7. Juni 2006     |
| 2007 | Silent Waters                         | — | — | — | FI2 (9 Wo.)FI | Erstveröffentlichung: 27. Juni 2007    |
| 2009 | Silver Bride Skyforger                | — | — | — | FI1 (2 Wo.)FI | Erstveröffentlichung: 22. April 2009   |
| 2009 | From the Heaven of My Heart Skyforger | — | — | — | — | Erstveröffentlichung: 28. Oktober 2009 |
| 2011 | You I Need The Beginning of Times     | — | — | — | — | Erstveröffentlichung: 10. Mai 2011     |
| 2013 | Hopeless Days Circle                  | — | — | — | FI19 (1 Wo.)FI | Erstveröffentlichung: 1. März 2013     |
| 2013 | The Wanderer Circle                   | — | — | — | — | Erstveröffentlichung: 12. April 2013   |
| 2015 | Death of a King Under the Red Cloud   | — | — | — | — | Erstveröffentlichung: 17. Juli 2015    |
| 2015 | Sacrifice Under the Red Cloud         | — | — | — | — | Erstveröffentlichung: 21. August 2015  |
| 2021 | Brother and Sister Queen of Time      | — | — | — | — | Erstveröffentlichung: 1. Januar 2021   |

## Videoalben und Musikvideos

### Videoalben
| Jahr | Titel Musiklabel                                       | Höchstplatzierung, Gesamtwochen, AuszeichnungChartplatzierungen (Jahr, Titel, Musiklabel, Platzierungen, Wochen, Auszeichnungen, Anmerkungen) | Höchstplatzierung, Gesamtwochen, AuszeichnungChartplatzierungen (Jahr, Titel, Musiklabel, Platzierungen, Wochen, Auszeichnungen, Anmerkungen) | Höchstplatzierung, Gesamtwochen, AuszeichnungChartplatzierungen (Jahr, Titel, Musiklabel, Platzierungen, Wochen, Auszeichnungen, Anmerkungen) | Höchstplatzierung, Gesamtwochen, AuszeichnungChartplatzierungen (Jahr, Titel, Musiklabel, Platzierungen, Wochen, Auszeichnungen, Anmerkungen) | Anmerkungen                                          |
| Jahr | Titel Musiklabel                                       | DE | AT | CH | FI | Anmerkungen                                          |
| ---- | ------------------------------------------------------ | --- | --- | --- | --- | ---------------------------------------------------- |
| 2010 | Forging the Land of Thousand Lakes Nuclear Blast (WMG) | DE*DE | — | — | FI1 (21 Wo.)FI | Erstveröffentlichung: 7. Juli 2010 * siehe Livealbum |

### Musikvideos
| Jahr | Titel                       | Regisseur(e)      |
| ---- | --------------------------- | ----------------- |
| 1995 | Black Winter Day            | Matt Vein         |
| 1996 | Against Widows              | Sökö Kaukoranta   |
| 1996 | My Kantele                  | Sökö Kaukoranta   |
| 1999 | Divinity                    | Matt Zerman       |
| 2001 | Alone                       | Tuukka Temonen    |
| 2003 | Evil Inside                 | Vesa-Matti Vainio |
| 2005 | House of Sleep              | Vesa-Matti Vainio |
| 2007 | The Smoke                   |                   |
| 2007 | Silent Waters               | Vesa-Matti Vainio |
| 2009 | Silver Bride                | Owe Lingvall      |
| 2010 | From the Heaven of My Heart | Owe Lingvall      |
| 2011 | You I Need                  | Oliver Sommer     |
| 2013 | Nightbird’s Song            |                   |
| 2013 | Hopeless Days               | Patric Ullaeus    |
| 2013 | The Wanderer                | Patric Ullaeus    |
| 2015 | Sacrifice                   |                   |
| 2015 | Death of a King             |                   |
| 2016 | The Four Wise Ones          |                   |
| 2018 | Wrong Direction             |                   |
| 2018 | Amongst Stars               |                   |
| 2021 | The Moon                    |                   |

## Sonderveröffentlichungen

### Alben
| Jahr | Titel Musiklabel                          | Anmerkungen                                                                                   |
| ---- | ----------------------------------------- | --------------------------------------------------------------------------------------------- |
| 2015 | Tales from Lake Bodom Nuclear Blast (WMG) | Erstveröffentlichung: 18. September 2015 Split-EP mit Children of Bodom Beilage im Legacy #98 |
| 2022 | The Moon & More EP Rock Hard (RH)         | Erstveröffentlichung: 25. Januar 2022 Beilage im Rock Hard #416                               |

### Lieder
| Jahr | Titel Album                                                                   | Anmerkungen                             |
| ---- | ----------------------------------------------------------------------------- | --------------------------------------- |
| 2008 | Towards and Against (Live at Rock Hard Festival 2008) Rock Hard Festival 2008 | Erstveröffentlichung: 19. November 2008 |

| Jahr | Titel Soundtrack zu                                 | Anmerkungen                            |
| ---- | --------------------------------------------------- | -------------------------------------- |
| 2002 | Kuusamo Menolippu Mombasaan                         | Erstveröffentlichung: 2002             |
| 2006 | House Of Sleep Saw III                              | Erstveröffentlichung: 24. Oktober 2006 |
| 2007 | The White Swan Schwerter des Königs – Dungeon Siege | Erstveröffentlichung: 2007             |

### Videoalben
| Jahr | Titel Musiklabel                           | Anmerkungen                                                            |
| ---- | ------------------------------------------ | ---------------------------------------------------------------------- |
| 2013 | The Making of „Circle“ Nuclear Blast (WMG) | Erstveröffentlichung: 17. April 2013 Teil von Circle (Special Edition) |

## Promoveröffentlichungen
| Jahr | Titel Album                                           | Anmerkungen |
| ---- | ----------------------------------------------------- | --- |
| 1991 | Amorphis Privilege of Evil                            | Erstveröffentlichung: Juni 1991 Inhalt: Misery Path + Vulgar Necrolatry Teil der „Relapse-Singles-Series“-Reihe |
| 2003 | Mourning Soil Far From the Sun                        | Erstveröffentlichung: 2003                                                                                      |
| 2007 | Her Alone Silent Waters                               | Erstveröffentlichung: 2007                                                                                      |
| 2013 | Mission –                                             | Erstveröffentlichung: April 2013                                                                                |
| 2016 | Separated –                                           | Erstveröffentlichung: 2016                                                                                      |
| 2018 | Honeyflow –                                           | Erstveröffentlichung: 2018 Teil der „Decibel-Flexi-Series“-Reihe                                                |
| 2018 | The Bee Queen of Time                                 | Erstveröffentlichung: 23. März 2018                                                                             |
| 2018 | Wrong Direction Queen of Time                         | Erstveröffentlichung: 20. April 2018                                                                            |
| 2021 | Daughter of Hate (Live) Live at Helsinki Ice Hall     | Erstveröffentlichung: 19. März 2021                                                                             |
| 2021 | The Moon Halo                                         | Erstveröffentlichung: 3. Dezember 2021                                                                          |
| 2022 | On the Dark Waters Halo                               | Erstveröffentlichung: 28. Januar 2022                                                                           |
| 2022 | The Well –                                            | Erstveröffentlichung: 4. November 2022                                                                          |
| 2023 | Amongst Stars (Live) Queen of Time – Live at Tavastia | Erstveröffentlichung: 25. August 2023 feat. Anneke van Giersbergen                                              |

| Jahr | Titel Album                                                                            | Anmerkungen                          |
| ---- | -------------------------------------------------------------------------------------- | ------------------------------------ |
| 2009 | Martyr of the Free Word / From the Heaven of My Heart Design Your Universe / Skyforger | Erstveröffentlichung: 2009 mit Epica |

## Boxsets
| Jahr | Titel Musiklabel                                 | Höchstplatzierung, Gesamtwochen, AuszeichnungChartplatzierungen (Jahr, Titel, Musiklabel, Platzierungen, Wochen, Auszeichnungen, Anmerkungen) | Höchstplatzierung, Gesamtwochen, AuszeichnungChartplatzierungen (Jahr, Titel, Musiklabel, Platzierungen, Wochen, Auszeichnungen, Anmerkungen) | Höchstplatzierung, Gesamtwochen, AuszeichnungChartplatzierungen (Jahr, Titel, Musiklabel, Platzierungen, Wochen, Auszeichnungen, Anmerkungen) | Höchstplatzierung, Gesamtwochen, AuszeichnungChartplatzierungen (Jahr, Titel, Musiklabel, Platzierungen, Wochen, Auszeichnungen, Anmerkungen) | Anmerkungen                             |
| Jahr | Titel Musiklabel                                 | DE | AT | CH | FI | Anmerkungen                             |
| ---- | ------------------------------------------------ | --- | --- | --- | --- | --------------------------------------- |
| 2016 | His Story: Best of Amorphis Victor Records (VIC) | — | — | — | — | Erstveröffentlichung: 2. September 2016 |
| 2021 | Vinyl Collection 2006–2020 Nuclear Blast (WMG)   | — | — | — | FI12 (1 Wo.)FI | Erstveröffentlichung: 21. Mai 2021      |

## Statistik

### Chartauswertung
|                     | DE     | AT    | CH    | FI     |
| ------------------- | ------ | ----- | ----- | ------ |
| Nummer-eins-Alben   | DE1DE  | AT—AT | CH—CH | FI5FI  |
| Top-10-Alben        | DE3DE  | AT1AT | CH2CH | FI13FI |
| Alben in den Charts | DE14DE | AT8AT | CH8CH | FI15FI |

|                       | DE    | AT    | CH    | FI    |
| --------------------- | ----- | ----- | ----- | ----- |
| Nummer-eins-Singles   | DE—DE | AT—AT | CH—CH | FI3FI |
| Top-10-Singles        | DE—DE | AT—AT | CH—CH | FI6FI |
| Singles in den Charts | DE—DE | AT—AT | CH—CH | FI9FI |

|                          | DE    | AT    | CH    | FI    |
| ------------------------ | ----- | ----- | ----- | ----- |
| Nummer-eins-Videoalben   | DE—DE | AT—AT | CH—CH | FI1FI |
| Top-10-Videoalben        | DE—DE | AT—AT | CH—CH | FI1FI |
| Videoalben in den Charts | DE—DE | AT—AT | CH—CH | FI1FI |

### Auszeichnungen für Musikverkäufe
Anmerkung: Auszeichnungen in Ländern aus den Charttabellen bzw. Chartboxen sind in ebendiesen zu finden.
| Land/RegionAuszeichnungen für Musikverkäufe (Land/Region, Auszeichnungen, Verkäufe, Quellen) | Gold     | Platin | Verkäufe | Quellen |
| -------------------------------------------------------------------------------------------- | -------- | ------ | -------- | ------- |
| Finnland (IFPI)                                                                              | 3× Gold3 | —      | 54.865   | ifpi.fi |
| Insgesamt                                                                                    | 3× Gold3 | —      |          |         |